# Banda Bassotti (gruppo musicale)
La Banda Bassotti è una band ska punk formatosi nel 1987 a Roma. Sono conosciuti per le loro canzoni antifasciste e politicamente impegnate.

## Storia
La Banda Bassotti nasce nel 1981 nei cantieri romani dove un gruppo di ragazzi inizia a organizzare iniziative di solidarietà nei confronti dei combattenti palestinesi, del Fronte Sandinista di Liberazione Nazionale in Nicaragua o del Fronte Farabundo Martí per la Liberazione Nazionale in El Salvador, con la costruzione di scuole e alloggi in questi stessi paesi. Nel 1987 i membri della band decidono di formare la "Brigata di Lavoro", una band che si ispirasse ai grandi gruppi punk rock e ska socialmente impegnati, in primis i The Clash ed i The Specials. Nel 1991 insieme ad altri gruppi della scena romana partecipano come protagonisti al progetto Balla e difendi, dove la Banda Bassotti contribuisce con i pezzi Sveglia e All Are Equal for the Law.
Dopo il successo di questi primi pezzi la Banda Bassotti decide di incidere un album: Figli della stessa rabbia, sul tema della lotta della classe operaia nonché denuncia del sistema politico italiano, aspetti che contraddistinguono anche le uscite seguenti. La maggior parte dei testi è scritta e musicata da Angelo "Sigaro" Conti. Sigaro partecipò attivamente alla costruzione di una scuola nella città di MuiMui in Nicaragua e si impegnò personalmente nella raccolta di fondi con iniziative molte delle quali organizzate dall'amico anarco-socialista Claudio Agostini, detto "Claudione".
Nel 1994 esce il mini CD Bella ciao, il quale verrà suonato insieme ai pezzi precedenti in Salvador in occasione delle prime elezioni libere dopo undici anni. Nel 1995 la band si trasferisce per due settimane nei Paesi Baschi dove con l'assistenza tecnica di Kaki Arkarazo, tecnico del suono e chitarrista dei Negu Gorriak, incidono un nuovo album: Avanzo de cantiere. Da quest'album Kaki Arkarazo diventa il tecnico ufficiale della banda, tutti i dischi e i maggiori concerti in giro per il mondo lo vedranno protagonista al mixer e alla produzione. Dopo l'incisione di questo album la Banda Bassotti parte per un tour che la porterà a suonare in numerose città italiane e spagnole. Nel 1996 per difficoltà a conciliare il lavoro in cantiere e concerti, e date le difficoltà economiche a portare avanti questo progetto di musica-solidale, la Banda Bassotti decide di sciogliersi.

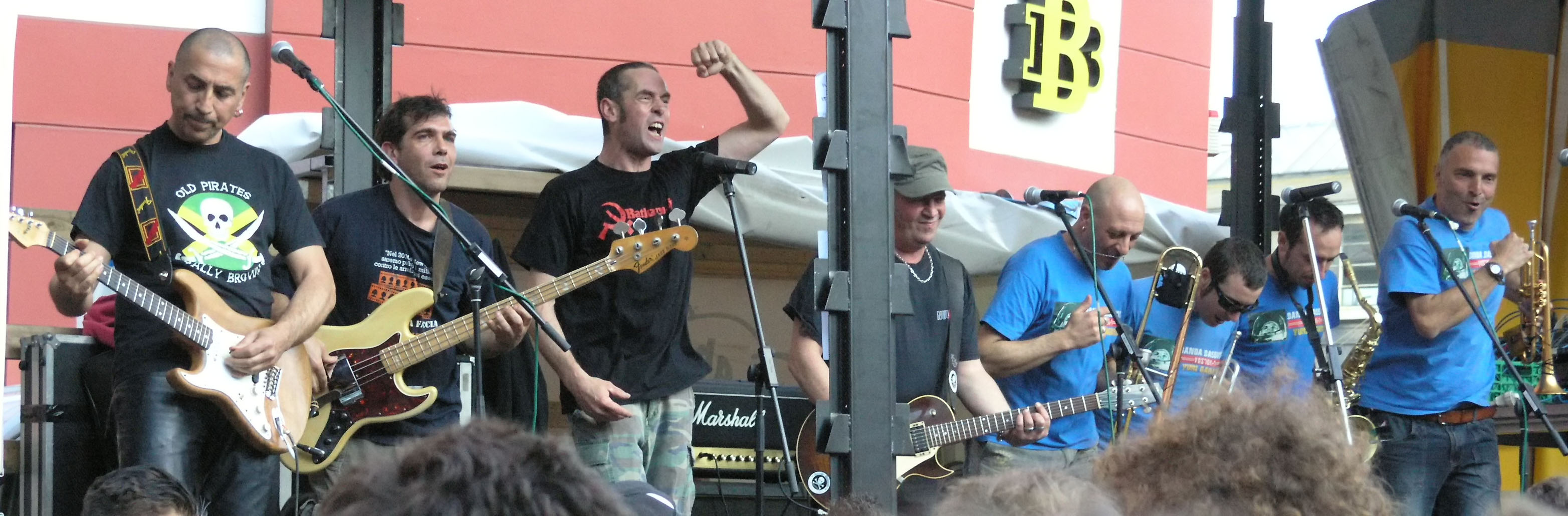
La Banda Bassotti al completo

Nel 2001 la Banda Bassotti torna insieme per festeggiare con i Negu Gorriak la vittoria nel processo che vedeva la band basca imputata. La Banda Bassotti ritorna sulla scena con una nuova sezione fiati formata da alcuni ragazzi dei Ramiccia (band composta da una nutrita sezione di fiati) e il 17 marzo 2001 registra dal vivo al Centro sociale "Villaggio Globale" di Roma, davanti a novemila persone, il suo nuovo album Un altro giorno d'amore: un doppio CD live. Tornata sulla scena, la Banda decide di partire per un tour mondiale che la porterà a suonare dal Giappone alla Germania.
A marzo del 2002 esce il nuovo album L'altra faccia dell'impero, seguito nel 2003 da Así es mi vida, album in cui la Banda ri-arrangia alcune canzoni politiche di tutto il mondo.
Nel 2004 la Banda Bassotti torna in studio per incidere Amore e odio, un nuovo album che vede il solito ska mischiarsi con un rock più melodico rispetto al punk grezzo ma efficace degli album precedenti. Nel 2006 esce l'album: Vecchi cani bastardi, un album che rende omaggio ai Los Fabulosos Cadillacs e ai Clash con una cover di Revolution Rock e che affronta i temi più ricorrenti della politica italiana come la linea TAV. Nel 2008 esce Viento, lucha y sol, decimo album della band che contiene una versione di El Hijo del Pueblo di José Alfredo Jiménez. Nel 2010 La Banda Bassotti annuncia l'uscita del doppio album dal vivo Check Point Kreuzberg - Live at SO36 - Berlin, registrato a Berlino il 5 dicembre 2009.
Nel 2018 è deceduto uno degli storici membri della band, Angelo Conti detto "Sigaro".

## Politica
Nel 2014, a seguito dello scoppio della guerra del Donbass in Ucraina, il gruppo si è schierato in sostegno della Repubblica Popolare di Doneck e della Repubblica Popolare di Lugansk, due repubbliche separatiste sostenute dalla Federazione Russa. La band ha organizzato numerosi viaggi nel Donbass a sostegno delle milizie separatiste locali, tra cui la Brigata Prizrak. Dopo l'inizio dell'invasione russa dell'Ucraina del 2022, la band annuncia il suo sostegno alla Federazione Russa, sposando la tesi russa che il Donbass ne farebbe parte.
La band sostiene i governi di Hugo Chávez e Nicolás Maduro in Venezuela e il regime del Presidente siriano Bashar al-Assad, altro motivo di scontro con parte della sinistra extraparlamentare che appoggia la lotta del popolo curdo.

## Aggressioni
Per il loro impegno politico, i loro concerti sono stati più volte oggetto di aggressioni di matrice neofascista. L'evento che ha fatto più scalpore è avvenuto il 28 giugno 2007 poco dopo il termine di un loro concerto nei pressi di Villa Ada a Roma, dove un nutrito gruppo di giovani di estrema destra ha fatto irruzione tra la folla inneggiando al "duce" e ferendo con bastoni e armi da taglio due spettatori, ricoverati successivamente per le ferite riportate. Il 22 luglio 2007 a Oriolo Romano durante un loro concerto al Muso Music Festival c'è stato un tentativo di aggressione di un gruppo di giovani di estrema destra, prontamente sventato dalle forze dell'ordine presenti sul posto.

## Formazione

### Formazione attuale
- Gian Paolo "Picchio" Picchiami – voce
- Fabio "Scopa" Santarelli – chitarra, cori
- Michele Frontino – basso
- Francesco "Sandokan" Antonozzi – voce, cori e trombone
- Michele Fortunato – cori e trombone
- Maurizio Gregori – cori e sax
- Giovanni Todaro – cori e tromba
- Enrico Luciani - chitarra
- Mattia Passamonti - batteria

### Gestione
- David Cacchione – manager
- Luca Fornasier – road manager, booking

### Ex componenti
- Angelo "Sigaro" Conti – chitarra, voce (1956-2018)
- Giacomo De Bona – batteria (2013-2016)
- Piero – batteria (1987-1993)
- Peppe Gugliotta – batteria (1993-1996; 2001-2008)
- Giancarlo Mura – batteria
- Fabrizia – basso (1987-1994)
- Gianluca – basso (1994-2001)
- Stefano Cecchi - tromba (2010)
- Fulvio Devil Pinto – batteria (2012)
- Sandro Travarelli - tromba (2001-2020)
- Luca Fortunato - batteria (2017-2022)

## Discografia

### Album in studio
- 1992 – Figli della stessa rabbia
- 1995 – Avanzo de cantiere
- 2002 – L'altra faccia dell'impero
- 2003 – Así es mi vida
- 2004 – Amore e odio
- 2006 – Vecchi cani bastardi
- 2008 – Viento, lucha y sol
- 2012 – Siamo guerriglia
- 2021 – Avanti uniti

### Album dal vivo
- 2001 – Un altro giorno d'amore
- 2010 – Check Point Kreuzberg - Live at SO36 - Berlin
- 2014 – Banditi senza tempo

### Raccolte
- 2013 – Rumbo al Socialismo XXI

### EP
- 1993 – Bella ciao
- 2004 – Baldi e fieri
- 2023 - Il futuro e la memoria

### Partecipazioni a compilation
- 1991 – Balla e difendi